# Peelstar FM
Peelstar FM is een voormalige lokale radio-omroep van de gemeente Sint Anthonis. De zender verzorgde radio-uitzendingen via de ether, de kabel en het internet.
Op maandag tot en met vrijdag zond men allerhande muziek uit (horizontaal geprogrammeerd); op zaterdag richtte men zich vooral op jongeren met overdag hits en 's avonds dance en de zondag gold als familiedag met 's morgens schlager- en accordeonmuziek onder de naam Frühshoppen. De nadruk lag echter iedere dag op het aanbieden van lokaal nieuws en lokale actualiteiten.
In november 2016 is Peelstar FM opgegaan in de nieuwe omroep voor het Land van Cuijk: Omroep Land van Cuijk.